# Upogebia longicauda
Upogebia longicauda is een tienpotigensoort uit de familie van de Upogebiidae. De wetenschappelijke naam van de soort is voor het eerst geldig gepubliceerd in 1975 door Sakai.